# 国立病院機構榊原病院
独立行政法人国立病院機構榊原病院（さかきばらびょういん）は、三重県津市榊原町にある独立行政法人国立病院機構が運営する精神科病院である。旧国立療養所榊原病院。政策医療分野における精神疾患の専門医療施設である。2024年5月時点、三重県選挙管理委員会より、不在者投票のできる施設の一つとして指定されている。

## 沿革
- 1939年3月 - 京都陸軍病院榊原臨時分院として創設。
- 1945年12月 - 厚生省に移管、国立京都病院榊原分院として発足。
- 1946年3月 - 国立津病院に移管。
- 1946年7月 - 国立津病院榊原分病棟と名称変更。
- 1995年3月 - 老人痴呆病棟を開設。
- 2003年8月 - 精神科合併症専門病床新設。
- 2004年4月 - 独立行政法人国立病院機構榊原病院となる。
- 2007年10月 - 医療観察法病棟開設。
- 2021年12月 -医師　酒気帯び運転 逮捕[2]。

## 診療科目
- 精神科
- アルコール専門外来
- 内科
- 小児科[注釈 1]

## 指定医療機関
- 保険医療機関
- 生活保護法指定医療機関
- 医療観察法に基づく指定入院医療機関

## 交通アクセス
- 近鉄名古屋線 久居駅より専用バスで約20分。
- 伊勢自動車道 久居インターチェンジより約8km。